# Kąt poziomy
Kąt poziomy – kąt dwuścienny zawarty między dwiema płaszczyznami pionowymi przechodzącymi przez pomierzone w terenie kierunki. Kąt poziomy nie podlega bezpośredniemu pomiarowi w terenie. Pomiarem objęte są kierunki poziome (odczyty z koła poziomego instrumentu pomiarowego), których różnica daje wartość kąta poziomego. Wartość kąta podawana jest najczęściej w gradach lub stopniach.
Kierunki mogą być mierzone z użyciem teodolitów lub tachimetrów.

## Nawigacja
Kąt poziomy między dwoma znakami nawigacyjnymi mierzy się za pomocą sekstantu.
Zmierzenie dwóch kątów poziomych (potrzebne są 3 znaki nawigacyjne) pozwala na określenie pozycji obserwowanej za pomocą protraktora lub doraźnego wykreślenia kątów na kalce technicznej.